# Craig Pawson
Craig Pawson (Sheffield, 2 de marzo de 1979) es un árbitro de fútbol inglés. Dirige partidos principalmente en la Premier League. Fue promovido como árbitro profesional del Select Group en 2013, así como en la English Football League.

## Carrera
Pawson es árbitro desde 1993 y regularmente oficio en la temporada 2012-13 de la English Football League. Participó 12 veces en la English Football League Championship, donde tuvo una participación en el estadio Wembley, en el partido de play-off de la final de la Liga 2 entre Crewe Alexandra y Cheltenham Town, con el cual fue promovido.
Su primer partido por la Premier League fue en marzo de 2013 en el partido entre Swansea City y Newcastle United en el Liberty Stadium, la victoria fue para el local 1 a 0.
Pawson fue asignado como cuarto árbitro para la semifinal de la FA Cup en abril de 2014 entre Wigan Athletic y Arsenal en Wembley.
En 2015, Pawson fue incluido como Árbitro Internacional de la FIFA, por lo tanto puede oficiar en partidos internacionales, también en partidos correspondientes a la Liga de Campeones de la UEFA y la Liga Europea de la UEFA tanto como árbitro principal o árbitro asistente. Pawson se convirtió en el séptimo árbitro de Inglaterra en la lista.
Fue el cuarto árbitro en la Final de la Copa de la Liga de 2015 en Wembley, en donde Chelsea venció al Tottenham por 2 a 0.
Pawson fue el cuarto árbitro en la Final de la FA Cup 2014-15 entre Arsenal y Aston Villa.

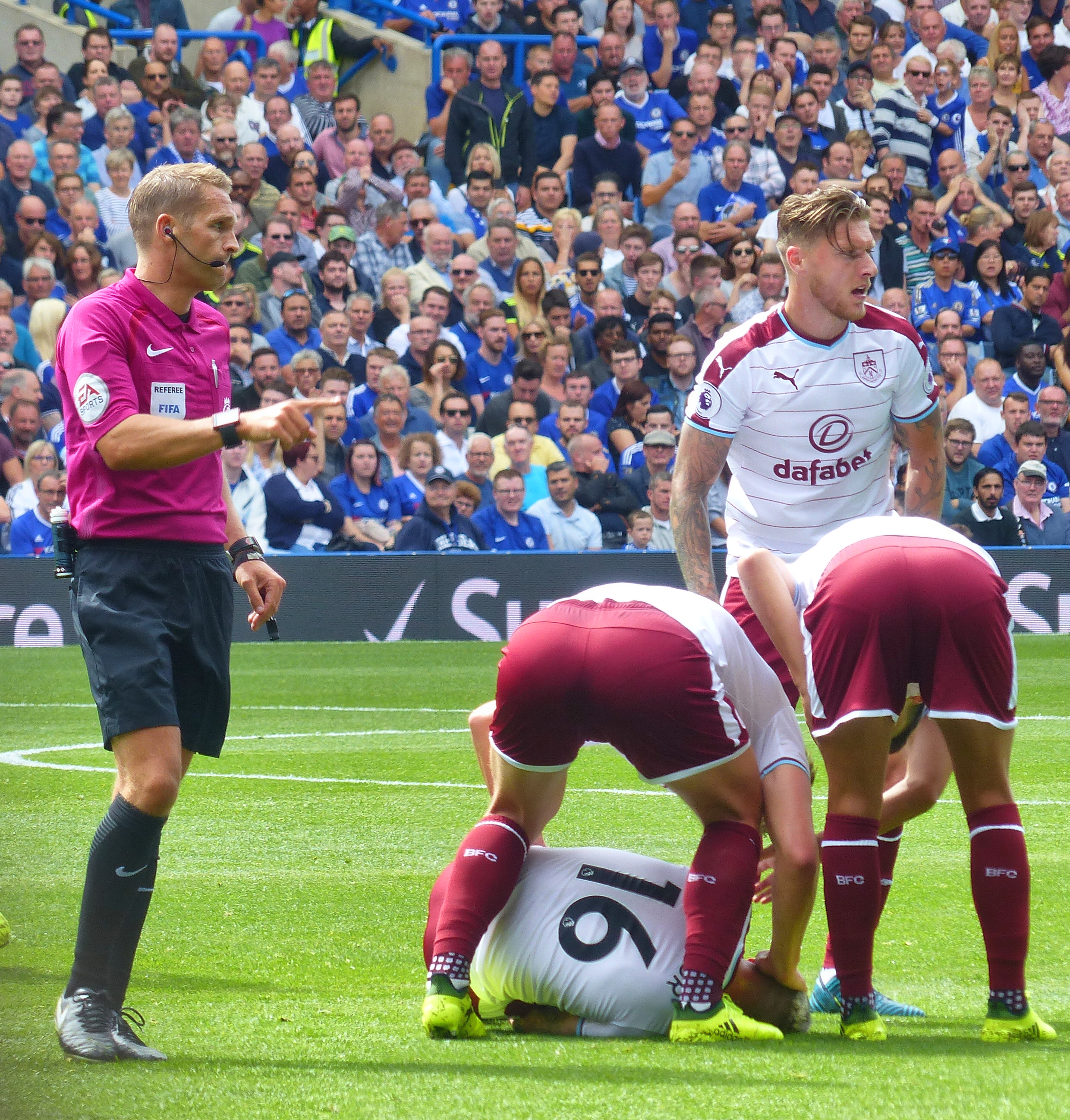
Pawson arbitrando un duelo entre Chelsea y Burnley en Stamford Bridge en agosto de 2017.

- Datos: Q16734311
- Multimedia: Craig Pawson / Q16734311